# ويليس بلير
ويليس بلير هو سياسي كندي، ولد في 14 مايو 1923 في زورا في كندا، وتوفي في 5 أبريل 2014 في تورونتو في كندا.